# Estación Leales
La Estación Leales fue una estación de ferrocarril de Villa de Leales, Tucumán, Argentina. Formó parte del ramal C10 del Ferrocarril Belgrano, que unía Pacará con Termas del Río Hondo.

## Servicios
La estación fue inaugurada el 30 de julio de 1929, junto al ramal C10 del Ferrocarril Belgrano, aunque los rieles ya habían llegado en 1915. Con la clausura del servicio en 1977, se levantaron las vías y se demolieron los talleres y la playa de maniobras. Asimismo, el edificio de la estación funciona en la actualidad como vivienda particular.